# Dipartimento di Santander
Il dipartimento di Santander è uno dei 32 dipartimenti della Colombia. Il capoluogo del dipartimento è Bucaramanga.

## Geografia fisica
Il dipartimento di Santander è situato nella parte centro-orientale del paese. Confina a nord con i dipartimenti di Norte de Santander, Cesar e Bolívar, ad est con i dipartimenti di Norte de Santander e Boyacá, a sud con Boyacá, ad ovest con Antioquia e Bolívar.
Il territorio del dipartimento è diviso in due zone: ad est è prevalentemente montuoso interessato dai rilievi della Cordigliera Orientale, ad ovest digrada nella fertile pianura del fiume Magdalena che ne segna il confine occidentale.
Il dipartimento è uno dei nove stati originari che formarono gli Stati Uniti di Colombia.

## Geografia antropica

### Ex province
Prima della riforma costituzionale, il dipartimento di Santander era suddiviso in 6 province o subregioni:
- Comunera
- García Rovira
- Guanentá
- Mares
- Soto
- Vélez

Con il nuovo ordinamento amministrativo, tale suddivisione è rimasta soltanto per comodità statistica, ma le province non hanno più alcuna autonomia amministrativa.

### Comuni
Il dipartimento di Santander si compone di 87 comuni:
- Aguada
- Albania
- Aratoca
- Barbosa
- Barichara
- Barrancabermeja
- Betulia
- Bolívar
- Bucaramanga
- Cabrera
- California
- Capitanejo
- Carcasí
- Cepitá
- Cerrito
- Charalá
- Charta
- Chima
- Chipatá
- Cimitarra
- Concepción
- Confines

- Contratación
- Coromoro
- Curití
- El Carmen de Chucurí
- El Guacamayo
- El Peñón
- El Playón
- Encino
- Enciso
- Florián
- Floridablanca
- Galán
- Gámbita
- Girón
- Guaca
- Guadalupe
- Guapotá
- Guavatá
- Güepsa
- Hato
- Jesús María
- Jordán

- La Belleza
- Landázuri
- La Paz
- Lebrija
- Los Santos
- Macaravita
- Málaga
- Matanza
- Mogotes
- Molagavita
- Ocamonte
- Oiba
- Onzaga
- Palmar
- Palmas del Socorro
- Páramo
- Piedecuesta
- Pinchote
- Puente Nacional
- Puerto Parra
- Puerto Wilches
- Rionegro

- Sabana de Torres
- San Andrés
- San Benito
- San Gil
- San Joaquín
- San José de Miranda
- San Miguel
- San Vicente de Chucurí
- Santa Bárbara
- Santa Helena del Opón
- Simacota
- Socorro
- Suaita
- Sucre
- Suratá
- Tona
- Valle de San José
- Vélez
- Vetas
- Villanueva
- Zapatoca